# Linha de produção

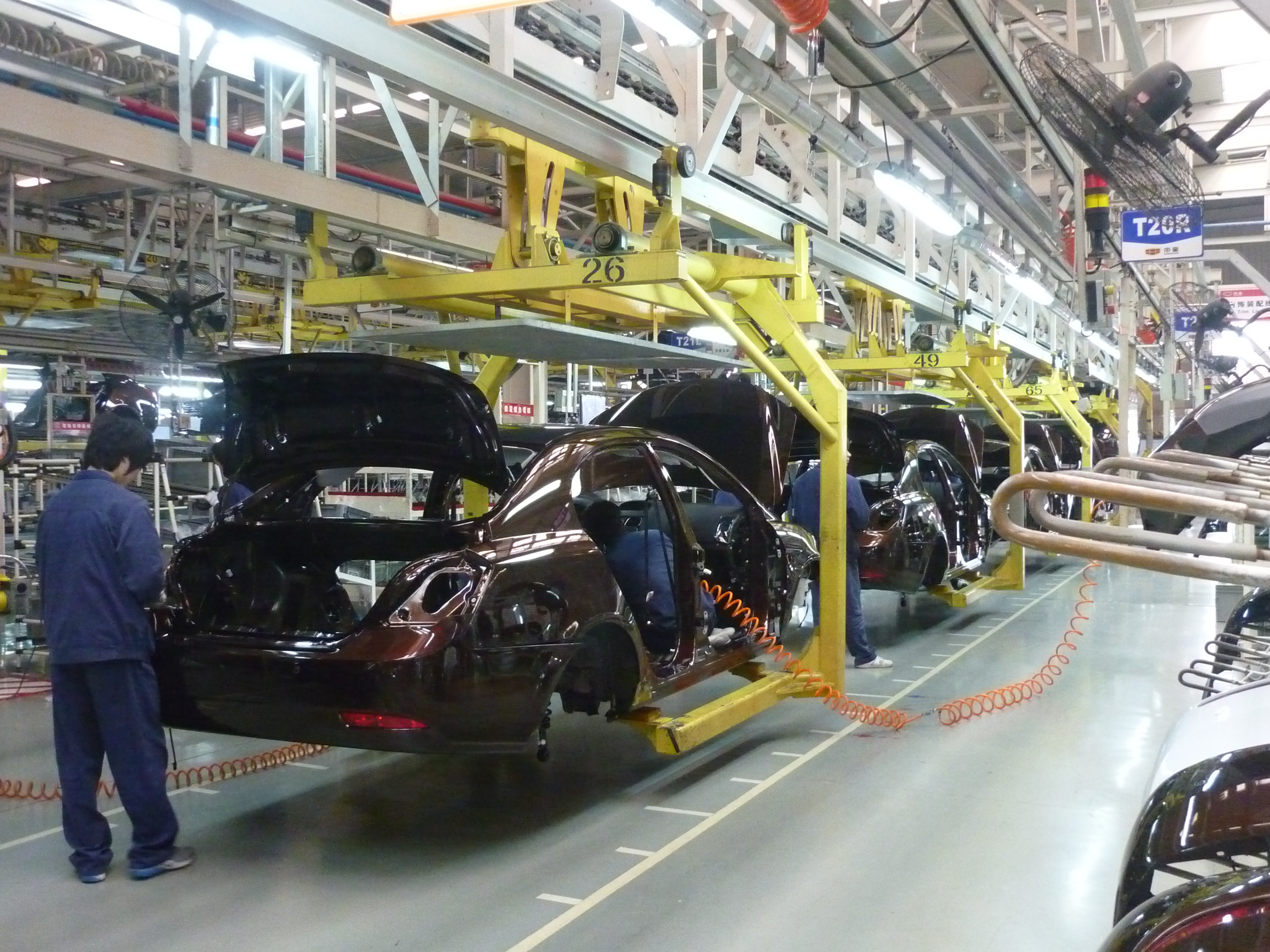
Linha de produção de veículos.

Linha de produção ou linha de montagem pode ser entendida como uma forma de produção em série, onde vários operários, com ajuda de máquinas, especializados em diversas funções específicas e repetitivas, trabalhando de forma sequencial, chega-se a um produto semi-acabado ou acabado; ocorre quando um estabelecimento industrial com o auxílio de máquinas transformam as matérias-primas e produtos semi-acabados em produtos acabados destinados ao consumo. A forma mais característica, a da montagem em série, foi inventada por Henry Ford, empresário estadunidense do setor automobilístico. Graças a ela, Ford conseguiu produzir em massa seu famoso carro Ford T.
Foi concebida por Henry Ford inicialmente para a fabricação dos automóveis Ford no ano de 1913 sendo desde essa data considerada uma das maiores inovações tecnológicas da era industrial, pois graças a ela o tempo de produção de peças sofreu um decréscimo significativo (Chase et al., 1995, p. 21), permitindo que dessa maneira se produzisse em maior quantidade, o que mais tarde acabou por se reflectir no preço dos produtos, tornando assim os mesmos mais acessíveis a outras classes sociais.
As linhas de montagens são utilizadas desde então no processo de produção em série, para que o produto em fabricação seja deslocado ao longo de postos de trabalho, mas a sua eficiência depende da combinação de quatro condições indispensáveis (Teixeira et al., 2008, p. 31-33):
Como consta do Livro “1434 O ano em que uma Magnífica Frota Chinesa Velejou Para A Itália e Deu Início Ao Renascimento” Menzies Gavin - Bertrand Brasil - 2010.
Segundo o livro no Sec XV, “O Arsenal Venziano “ já produzia galeras em esteiras rolantes e as montagens eram feitas em estágios.
- Componentes estandardizados
- Movimento mecânico
- Equipamento de precisão
- Processos padronizados

## História

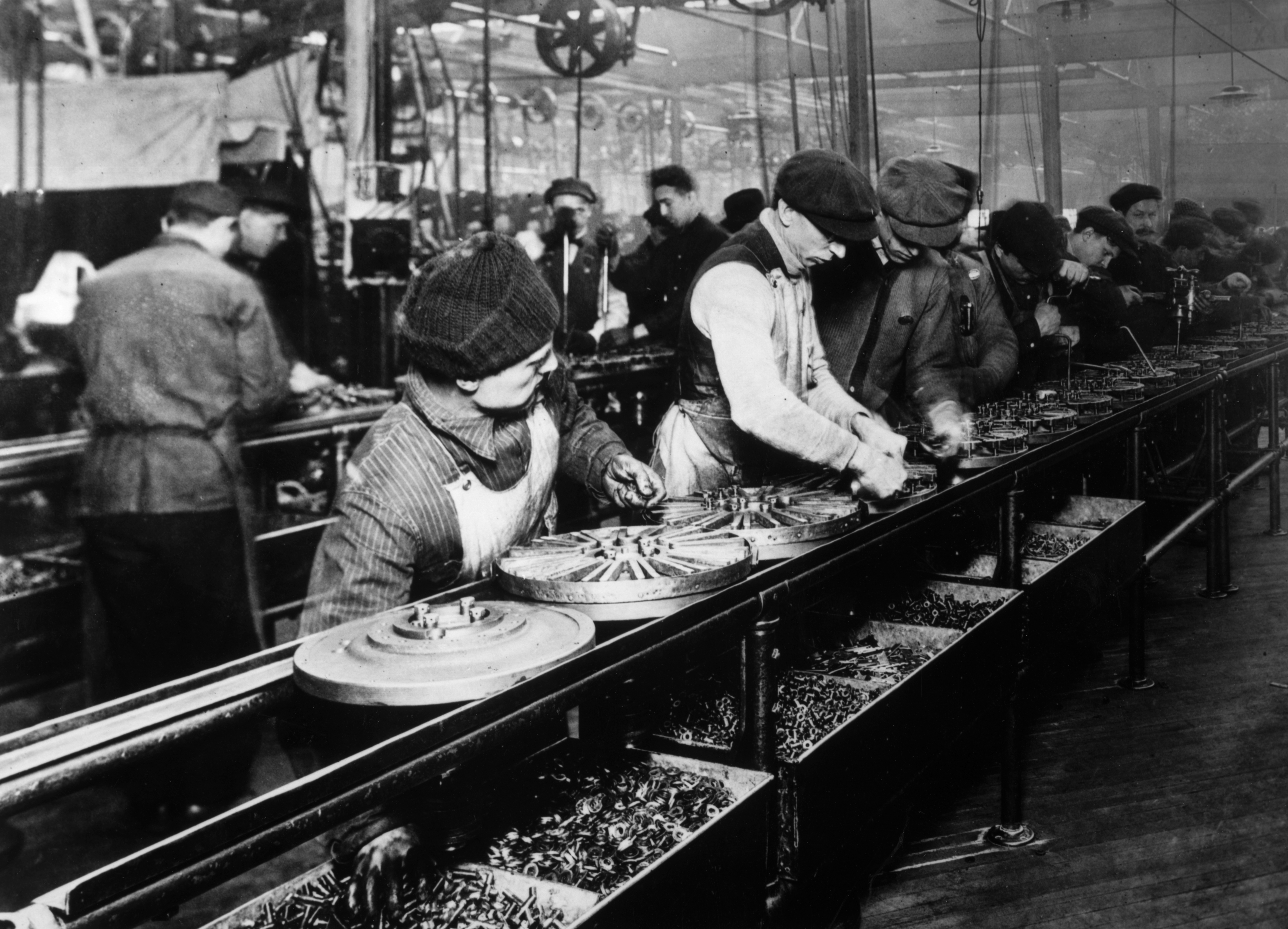
Linha de produção da Ford em 1913.

O processo desenvolvido por Ford foi iniciado no dia 7 de outubro de 1913 em sua fábrica em Highland Park. Este sistema foi idealizado após Henry Ford ter analisado experiências bem sucedidas como: o moinho automatizado desenvolvido por Oliver Evans, a montagem de espingardas desenvolvida por Eli Withney ou a a produção de revólver de Samuel Colt, entre outras experiências.

## Análise e concepção de uma linha de montagem
A dimensão do produto influencia a concepção de uma linha de montagem pois vai restringir o número de produtos que podem existir em cada posto de trabalho afectando por sua vez o desempenho do trabalhador.
Se o produto for de grandes dimensões isto implica uma dependência entre os postos de trabalho (Chase et al., 1995, p. 422-23).